# 상희 (전설)

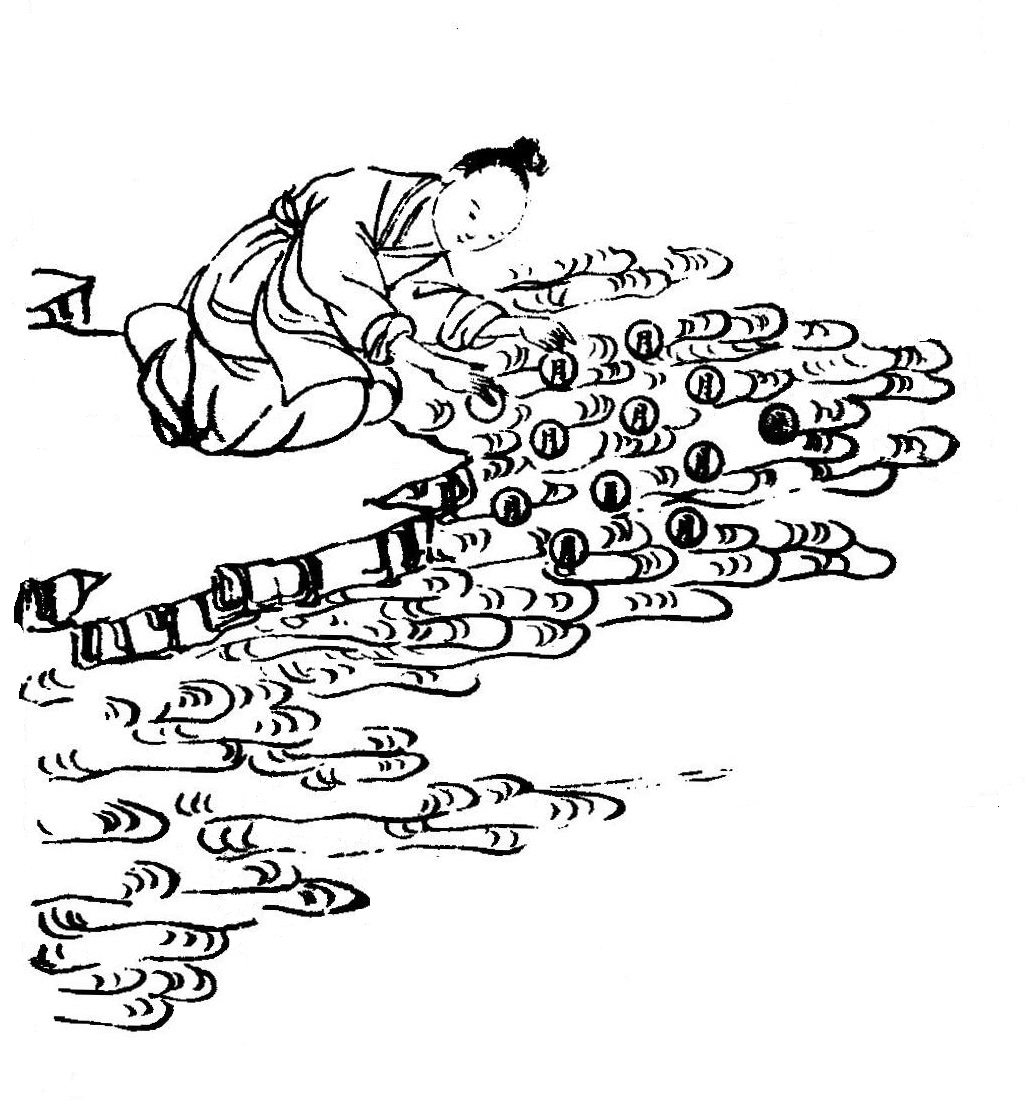

상희는 중국 신화에 나오는 제준의 두 번째 아내이다. 제곡과 결혼해서 제곡의 딸 자식인 달 12개를 낳았다. 애초에 상희는 제준의 형인 전욱으로부터 구혼을 받았지만, 전욱은 제준과는 다르게 성급했고 또한 성격이 악독했기 때문에 결국 전욱의 남동생인 제준을 선택했던 것이다. 상희의 딸 자식인 달 12개는 서쪽 세계의 끝에 있는 거대한 나무에서 한 개씩 달이 나와서 세상을 비추어 주는 역할을 한다.